# Herrera (Panamá Oeste)
Herrera es un corregimiento del distrito de La Chorrera en la provincia de Panamá Oeste, República de Panamá. La localidad tiene 23 424 habitantes (2023).